# Monte Bolca
Le Monte Bolca (alt. 900 m), près de Vérone, est l’un des tout premiers gisements de fossiles connu par les chercheurs européens, depuis le XVIe siècle, mais il ne fait l'objet d'études scientifiques qu'à partir du XIXe siècle, lorsqu'on prend conscience que ces fossiles sont vraiment des vestiges d’animaux. Par le nombre et la qualité de conservation des spécimens, ce lagerstätte demeure aujourd'hui l'une des plus importantes sources mondiales de fossiles de l’Éocène.

## Géologie
À strictement parler, Monte Bolca est un lieu-dit du village de Bolca en Italie, désigné familièrement comme la « Pesciara » (le « vivier ») du fait de l'extraordinaire qualité des fossiles de poissons de l'Éocène. Pourtant, plusieurs autres secteurs de la commune sont aussi riches en fossiles : Monte Postale et Monte Vegroni par exemple ; mais on parle indifféremment du Monte Bolca pour désigner le gisement dans son ensemble.
Les calcaires marins de Monte Bolca ont subi une surrection au cours de l’orogenèse alpine, et cela en deux étapes : la première il y a entre 30 et 50 millions d'années, et la seconde il y a 24 millions d'années. 

### Série stratigraphique et datation
Les deux principaux niveaux stratigraphiques fossilifères du Monte Bolca se sont déposés dans un environnement marin côtier peu profond, de type lagune tropicale. De bas en haut :

#### «Monte Postale»
La série stratigraphique du Monte Postale a une épaisseur de 130 mètres. Il s'agit de calcaires grenus (grainstone) qui alternent avec des calcaires massifs coralo-algaires et des calcaires laminés (wackestone). Ces derniers renferment de nombreux fossiles de poissons et de plantes, similaires à ceux connus dans le niveau un peu plus récent, dit de « Pescaria ». L'épaisseur des niveaux de faciès laminés fossilifères varie selon leur position au sein de la succession sédimentaire, mais la plupart d'entre ont une épaisseur de l'ordre de 1 mètre.
Ce niveau est daté par le nanoplancton calcaire, entre 50,5 et 49 Ma (millions d'années). Ce niveau correspond à l'optimum climatique de l'Éocène inférieur selon V. Luciani et ses collègues.

#### «Pesciara»
La série de Pesciara est calcaire, entourée de dépôts volcaniques. Elle affleure sur une épaisseur de 20 mètres et sur une superficie très réduite de l'ordre de quelques centaines de mètres carrés seulement. Ce sont des calcaires fins micritiques, finement laminés avec des fossiles de poissons, plantes et invertébrés, localisés essentiellement dans cinq niveaux métriques, qui alternent de façon rythmique avec des calcaires grenus (grainstone) qui eux renferment une faune benthique. Ce sont les calcaires laminés gris de la série de Pesciara qui fournissent la grande majorité des célèbres fossiles bien conservés du Monte Bolca.
Ce niveau est daté, par le nanoplancton calcaire, entre 49 et 48,5 Ma (millions d'années).

### Fossilisation
Les bancs fossilifères laminés des deux séries sont des Konservat-Lagerstätten (Lagerstätten de conservation). Les sédiments laminés ne sont pas bioturbés, ce qui indique un dépôt vraisemblable dans des vasières anaérobies ; le déficit en oxygène et le développement rapide de films microbiens sur les corps des animaux ont empêché la putréfaction et l'action des nécrophages.
Dans ces couches, les poissons et les autres espèces sont si bien conservés qu'on peut même y retrouver l'empreinte fossilisée des organes, et même parfois remonter à la couleur de la peau de l'animal. 

## Paléontologie
Les sédiments et les fossiles du Monte Bolca témoignent d'un point chaud de biodiversité d'un environnement marin côtier peu profond, péri-récifal, sous un climat particulièrement chaud (optimum climatique de l’Éocène inférieur). Les dépôts laminés en milieu anoxique, qui se sont répétés de façon cyclique, ont permis la préservation de cette riche biodiversité animale et végétale.
Plus de 270 espèces de plantes ont été trouvées, montrant un mélange de plantes tropicales terrestres (palmiers, etc.) et de plantes marines   (algues, phanérogames marines, etc.).
Les taxons animaux fossiles sont au nombre d'environ 250 (140 genres, 90 familles et 19 ordres). En plus d'un très grand nombre d'espèces de poissons, la faune se compose aussi de céphalopodes, de crustacés, de méduses, de vers polychètes, ainsi que de fragments, vraisemblablement remaniés, de foraminifères, mollusques et coraux. La paléofaune se complète de serpents, de plumes d'oiseaux, de carapaces de tortues et de nombreux insectes.
Parmi les plus espèces les plus remarquables : 

### Poissons à nageoires rayonnées

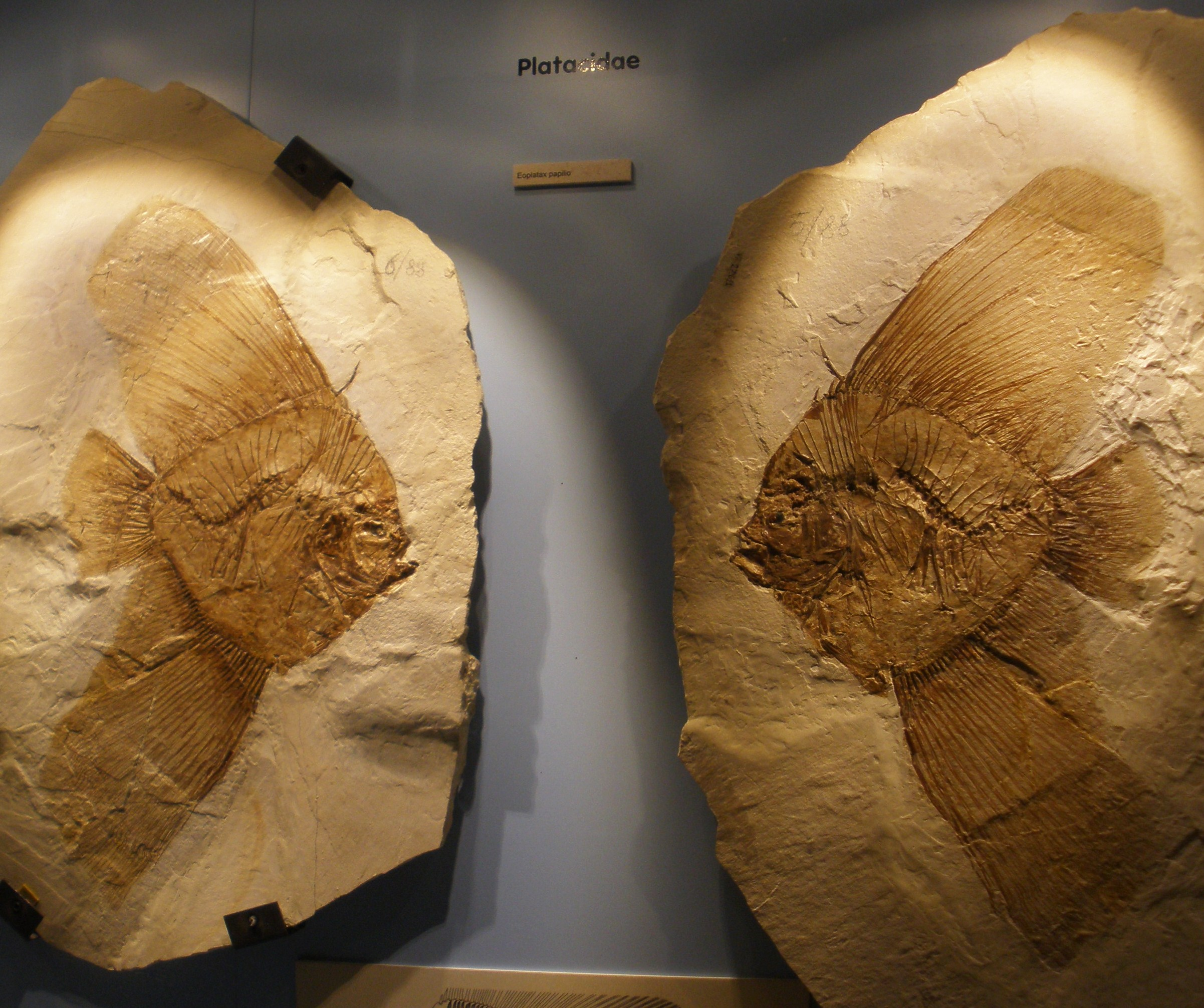
Eoplatax papilio,
connu sous le nom de poisson-ange.
Le fossile montre ici sur deux plaques de calcaire, son empreinte et sa contre-empreinte.

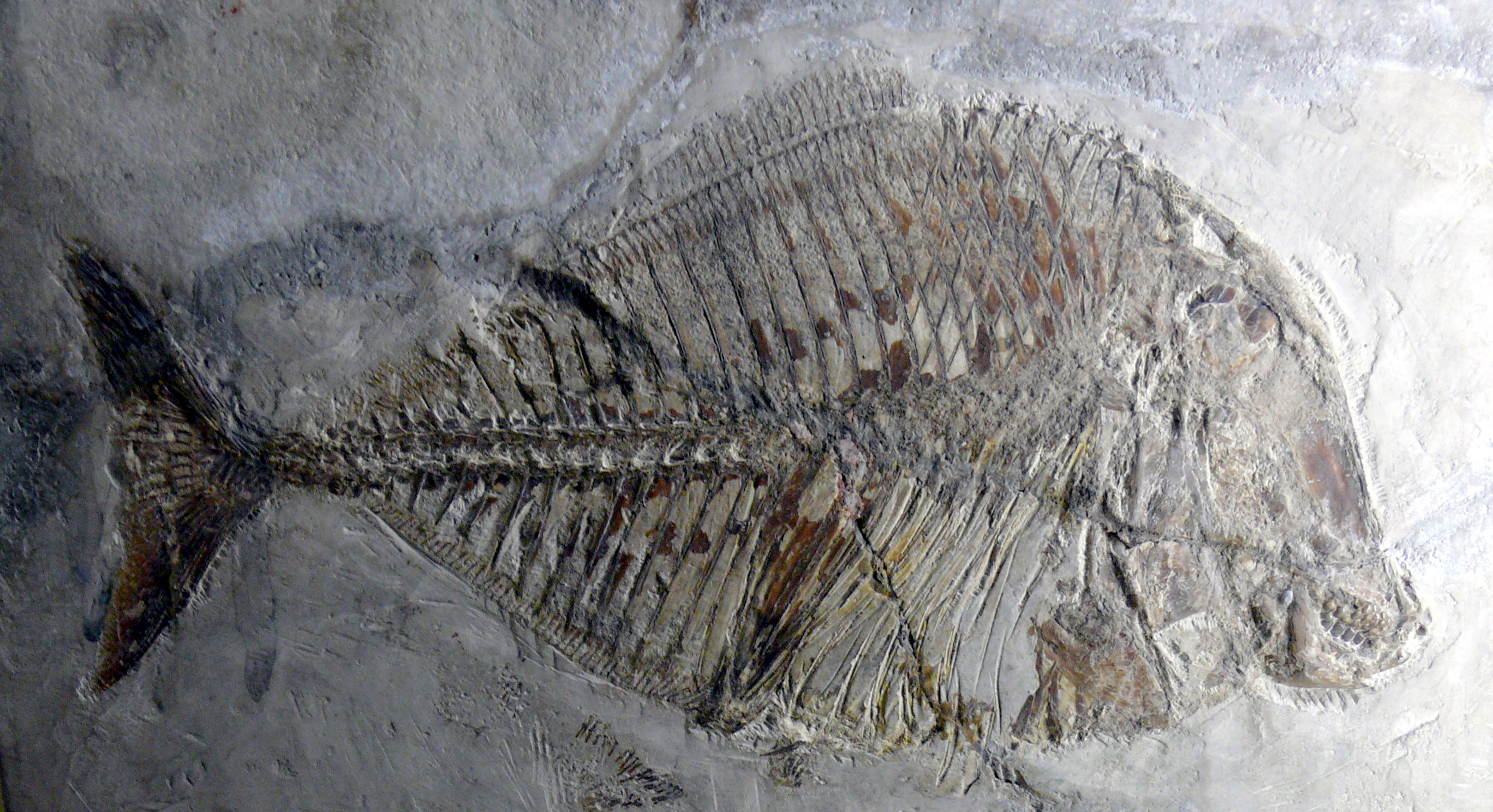
Pycnodus platessus, un poisson avec une puissante dentition adapté à la consommation des récifs coralliens.

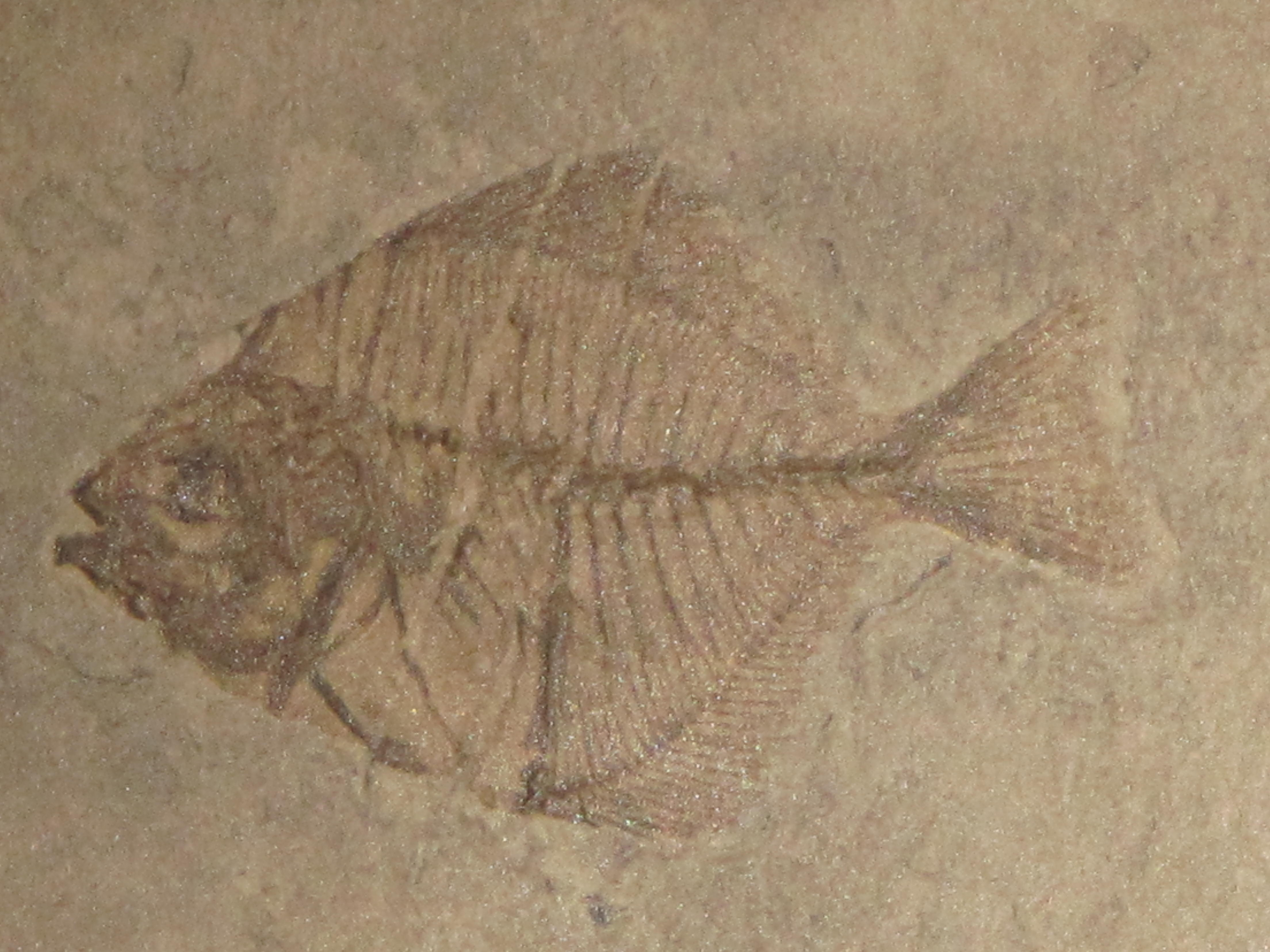
Fossile de Pasaichthys pleuronectiformis,
un petit poisson-lune.

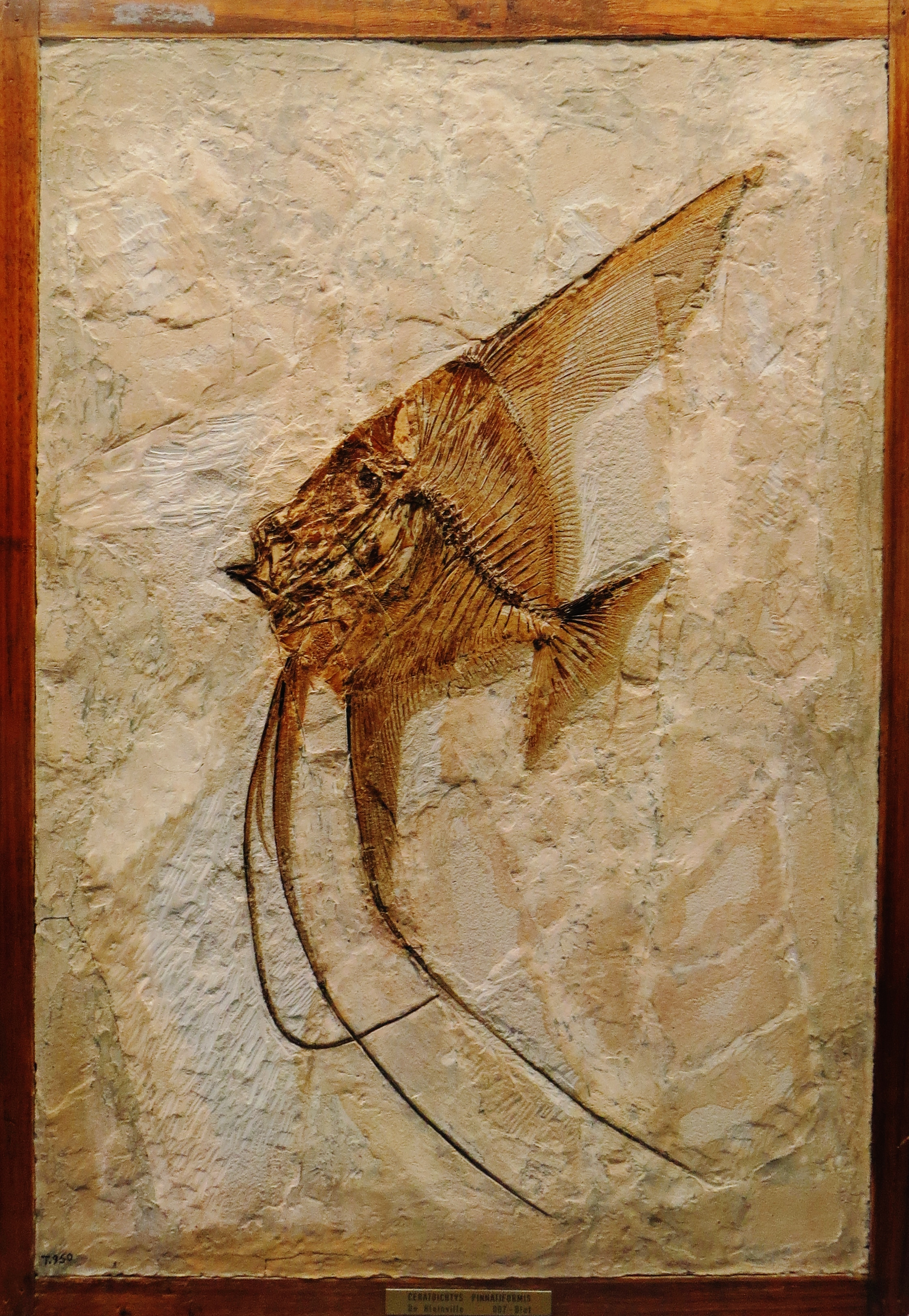
Fossile de Ceratoichthys pinnatiformis.

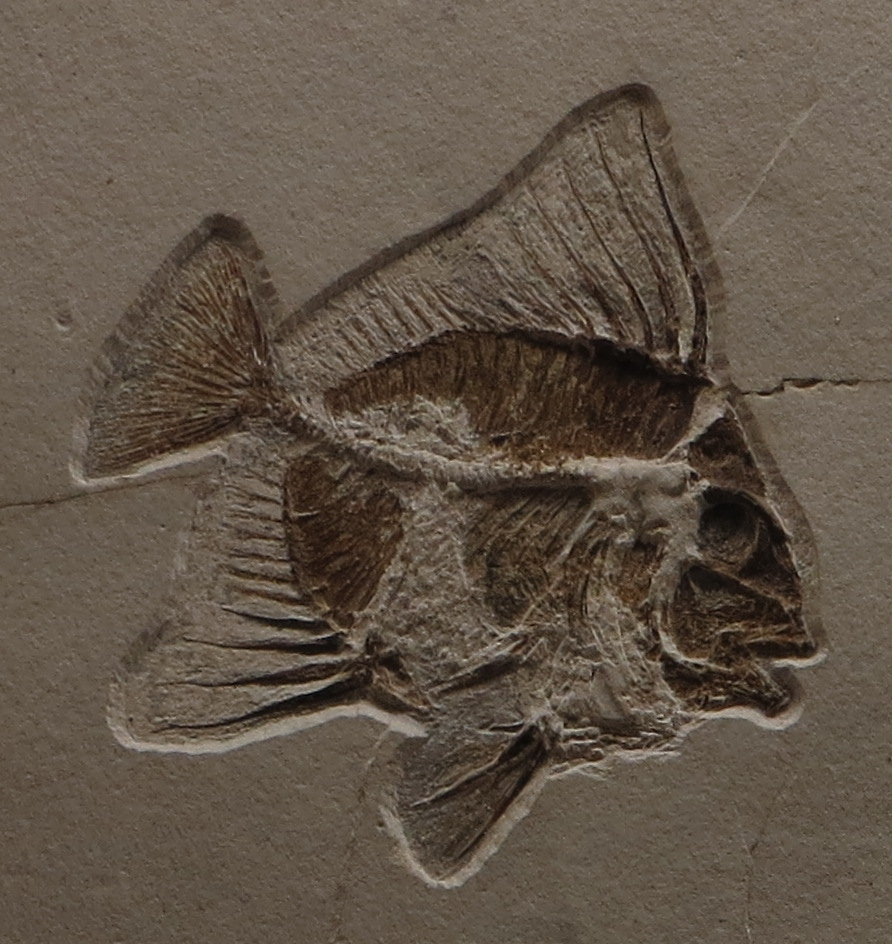
Fossile dAcanthonemus subaureus.

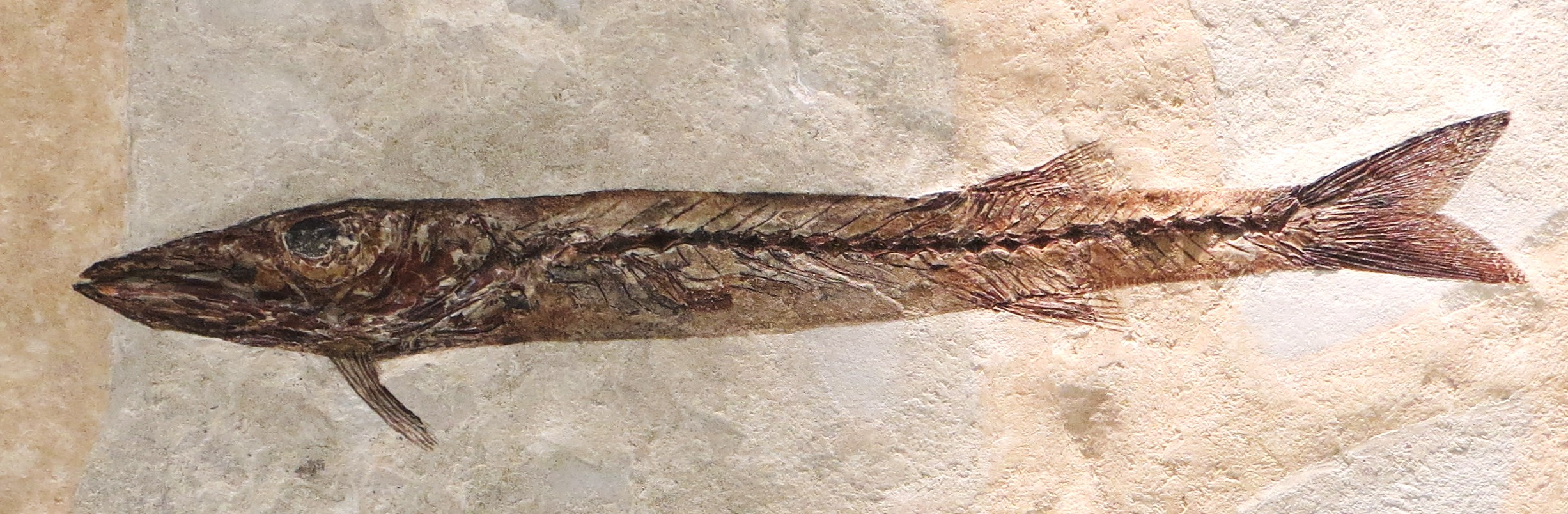
Fossile de Sphyraena bolcensis,
un « barracuda ».

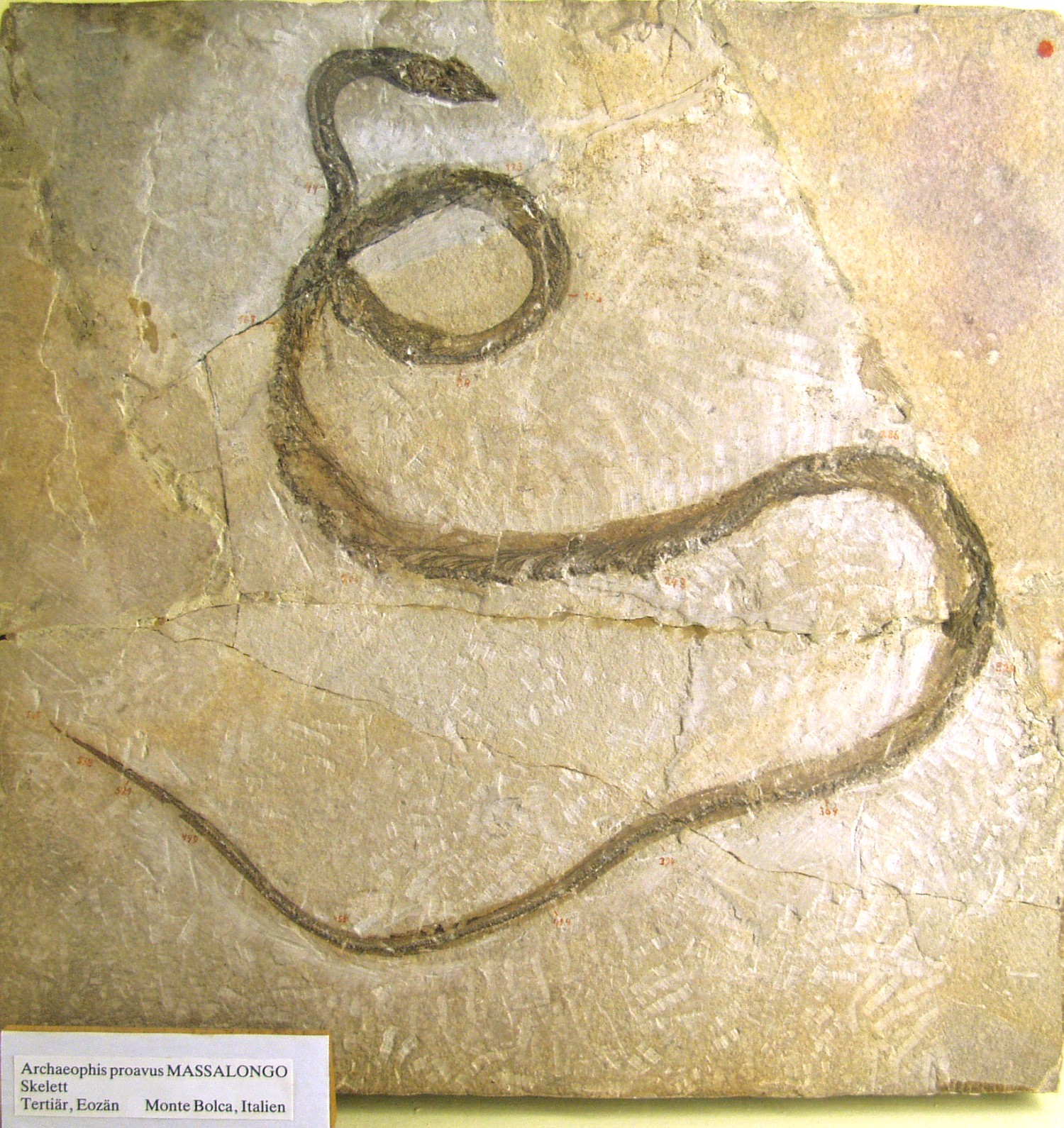
Fossile d'Archaeophis proavus,
un serpent de la famille des Palaeophiidae,
au musée d'histoire naturelle de Berlin.

#### Perciformes
- Eolates gracilis, un Latidae
- Cyclopoma gigas, un Percichthyidae
- Acropoma lepidotum, un Acropomatidae
- Pristigenys substriatus, un Priacanthidae
- Eosphaeramia pygopterus, un Apogonidae
- Eoapogon fraseri, un Apogonidae
- Bolcapogon johnsoni, un Apogonidae
- Apogoniscus pauciradiatus, un Apogonidae
- Apogonidae gen. et sp. indét.
- Carangopsis brevis, un Pomatomidae
- Carangopsis dorsalis, un Pomatomidae
- Ductor vestenae, un Ductoridae
- Seriola prisca, une carangue
- Vomeropsis triurus, une carangue
- Ceratoichthys pinnatiformis, une carangue
- Eastmanalepes primaevus, une carangue
- Lichia veronensis , une carangue
- Paratrachinotus tenuiceps, une carangue
- Trachicaranx pleuronectiformis, une carangue
- Mene rhombea et Mene oblonga, les deux poissons (Menidae), symboles du gisement
- Eoleiognathus dorsalis, un Leiognathidae
- Exellia velifer, un poisson proche des Ephippidae
- Ottaviania mariae, un Lutjanidae
- Veranichthys ventralis, un Lutjanidae
- Goujetia crassispina, un Lutjanidae
- Lessinia horrenda, un Lutjanidae
- Lessinia sp., un Lutjanidae
- Aspesiperca ruffoi, un possible Gerreidae
- Sparnodus vulgaris, un Sparidae[7], proche du Denté commun
- Pseudosparnodus microstomus, un Sparidae[7]
- Ellaserrata monksi, un Sparidae[7]
- Abromasta microdon, un Sparidae[7]
- « Dentex microdon », un Sparidae
- « Dentex ventralis », un Sparidae
- Quasimullus sorbinii, un Quasimullidae
- Psettopsis subarcuatus, un Monodactylidae
- Psettopsis latellai, un Monodactylidae
- Archaephippus asper, un Ephippidae
- Eoplatax papilio, un Ephippidae (poisson-ange) proche du genre Platax
- ? Platax altissimus, un Ephippidae (poisson-ange)
- Eoscatophagus frontalis, un Scatophagidae
- Palaeopomacentrus orphae, un Pomacentridae
- Lorenzichthys olihan, un Pomacentridae
- Sorbinichromis francescoi, un Pomacentridae
- Carangodes bicornis, un Carangodidae
- Eocottus veronensis, un petit Eocottidae
- Bassanichthys pesciaraensis, un petit Eocottidae
- Robertannia sorbiniorum, un Robertanniidae
- Hendrixella grandei, un Robertanniidae
- Veronabrax schizurus, un Percoidei incertae sedis
- Voltamulloides ceratorum, un Percoidei incertae sedis
- Parapelates quindecimalis, un Percoidei incertae sedis
- Jimtylerius temnopterus, un Percoidei incertae sedis
- Pavarottia lonardonii, un Percoidei incertae sedis
- Montepostalia annamariae, un Percoidei incertae sedis
- Blotichthys coleanus, un Percoidei incertae sedis
- Pygaeus bolcanus, un Percoidei incertae sedis
- Pygaeus nobilis, un Percoidei incertae sedis
- Pygaeus nuchalis, un Percoidei incertae sedis
- Malacopygaeus oblongus, un Percoidei incertae sedis
- Gillidia antiqua, un Percoidei incertae sedis
- Bradyurus szainochae, un Percoidei incertae sedis
- Frigoichthys margaritae, un Percoidei incertae sedis
- Frippia labroiformis, un Percoidei incertae sedis
- Squamibolcoides minciottii, un Percoidei incertae sedis
- Sphyraena bolcensis, un barracuda
- Tortonesia esilis, un petit Tortonesidae
- Eocoris bloti, un Labridae
- Phyllopharyngodon longipinnis, un Labridae
- Bellwoodilabrus landinii, un Labridae
- « Labrus valenciennesi », un Labroidei incertae sedis
- Sorbinia caudopunctata, un Labroidei incertae sedis
- Callipteryx recticaudus, un Callipterygidae
- Callipteryx speciosus, un Callipterygidae
- « Gobius microcephalus », un Gobioidei incertae sedis
- Eoantigonia veronensis, un Caproidae
- Sorbiniperca scheuchzeri, un Sorbinipercidae
- Sorbinicapros sorbiniorum, un Sorbinipercidae
- Zorzinichthys annae, un tout petit poisson (Zorzinichthyidae)[8]
- Acanthonemus subaureus, un Acanthonemidae
- Ruffoichthys spinosus, un Siganidae
- Ruffoichthys bannikovi, un Siganidae
- Aspesiganus margaritae, un Siganidae
- Acanthopygaeus agassizi, un Siganidae
- Proacanthurus tenuis, un Acanthuridae
- Proacanthurus bonatoi, un Acanthuridae
- Proacanthurus ovalis, un Acanthuridae
- Proacanthurus elongatus, un Acanthuridae
- Metacanthurus veronensis, un Acanthuridae
- Eorandallius rectifrons, un Acanthuridae
- Eorandallius elegans, un Acanthuridae
- Acanthuroides massalongoi, un Acanthuridae
- Lehmanichthys lessiniensis, un Acanthuridae
- Metaspisurus emmanueli, un Acanthuridae
- Pesciarichthys punctatus, un Acanthuridae
- Frigosorbinia baldwinae, un Acanthuridae
- Tylerichthys nuchalis, un Acanthuridae
- Tylerichthys milani, un Acanthuridae
- Protozebrasoma bloti, un Acanthuridae
- Sorbinithurus sorbinii, un Acanthuridae
- Tauichthys padremenini, un Acanthuridae
- Tauichthys aspesae, un Acanthuridae
- Gazolaichthys vestenanovae, un Acanthuridae
- Padovathurus gaudryi, un Acanthuridae
- Eozanclus brevirostris, un Zanclidae proche du Zancle cornu actuel
- Massalongius gazolai, un Massalongiidae
- Veronaphleges brunae, un Euzaphlegidae
- Pseudauxides speciosus, un Scombridae (maquereau primitif)[9]
- Auxides propterygius, un Scombridae (maquereau primitif)
- Godsilia lanceolata, un Scombridae[9]
- Thunnoscomberoides bolcensis, un Scombridae
- Blochius longirostris, un espadon primitif (Blochiidae)
- Blochius macropterus, un espadon primitif (Blochiidae)
- Palaeorhynchus zorzini, similaire à un espadon (Palaeorhynchidae)
- Zorzinia postalensis, un Centrolophidae
- Quasicichla mucistonaver, un Perciformes incertae sedis
- Parapygaeus polyacanthus, un Perciformes incertae sedis

#### Clupeiformes
Ce sont les poissons les plus nombreux du Monte Bolca, bien que leur nombre d'espèces soit limité.
- Bolcaichthys catopygopterus, un type de sardines (Clupeidae), le poisson le plus abondant sur le site[10]
- Trollichthys bolcensis, un type de harengs (Clupeidae)
- Eoalosa janvieri[10], un type d'aloses (Clupeidae)
- Eoengraulis fasoloi, un type d'anchois (Engraulidae)

#### Syngnathiformes
C'est un ordre qui regroupe les hippocampes, les poissons-flûtes et les poissons-trompettes actuels, et leurs prédécesseurs.
- Ramphosus rastrum, un Rhamphosidae
- Ramphosus biserratus, un Rhamphosidae
- Urosphen dubius, un Urosphenidae
- Eoaulostomus bolcensis, un Aulostomidae
- Eoaulostomus gracilis, un Aulostomidae
- Synhypuralis jurgenseni, un Aulostomidae
- Synhypuralis banisteri, un Aulostomidae
- Jurgensenichthys elongatus, un Aulostomidae
- Macroaulostomus veronensis, un Aulostomidae
- Tyleria necopinnata, un Aulostomidae
- Parasynarcualis longirostris, le seul membre de la famille des Parasynarcualidae, proche du poisson-flûte actuel
- Fistularioides veronensis, un Fistularioididae proche du poisson-flûte actuel
- Fistularioides phyllolepis, un Fistularioididae proche du poisson-flûte actuel
- Pseudosyngnathus opisthopterus, un Fistularioididae
- Aulostomoides tyleri, un Aulostomoidea incertae sedis
- Aulorhamphus bolcensis, un Aulorhamphidae
- Aulorhamphus capellinii, un Aulorhamphidae
- Aulorhamphus chiarasorbiniae, un Aulorhamphidae
- Veronarhamphus canossae, un Aulorhamphidae
- Pesciarhamphus carnevalei, un Aulorhamphidae
- Paraeoliscus robinetae, un Paraeoliscidae
- Aeoliscoides longirostris, un Centriscidae proche du « poisson-rasoir strié » actuel
- Paramphisile weileri, un Centriscidae proche du « grand poisson-rasoir » actuel
- « Syngnathus heckeli », un Syngnathidae
- « Syngnathus bolcensis », un Syngnathidae
- Prosolenostomus lessinii », un Syngnathidae
- Solenorhynchus elegans, un ? Solenostomidae
- Calamostoma breviculum, un Syngnathoidei incertae sedis proche des Solenostomidae

#### Anguilliformes
- Anguilloides branchiostegalis, une anguille
- Veronanguilla ruffoi, une anguille
- Milananguilla lehmani, un Milananguillidae
- Eoanguilla leptoptera, une anguille proche du genre actuel Anguilla
- Paranguilla tigrina, une anguille de la famille des Paranguillidae
- Dalpiaziella brevicauda, une anguille de la famille des Paranguillidae
- Voltaconger latispinus, un congre de la famille des Congridae
- Bolcyrus bajai, un congre de la famille des Congridae
- Bolcyrus formosissimus, un congre de la famille des Congridae
- Paracongroides heckeli, un congre de la famille des Congridae
- Whitapodus breviculus, une « fausse murène » de la famille des Chlopsidae
- Proteomyrus ventralis, un Proteomyridae
- Goslinophis acuticaudus, un Ophichthidae (« serpent de mer »)
- Patavichthys bolcensis, un Patavichthyidae
- Bolcanguilla brachycephala, un Anguilliformes incertae sedis
- Gazolapodus homopterus, un Anguilliformes incertae sedis

#### Pycnodontiformes
- Pycnodus platessus, un pycnodontidé
- Palaeobalistum orbiculatum, un pycnodontidé
- Nursallia veronae, un pycnodontidé
- Abdobalistum thyrsus, un pycnodontidé

#### Crossognathiformes
- Platinx macropterus, un pachyrizodontidé

#### Osteoglossiformes
- Foreyichthys bolcensis, un Foreyichthyidae
- Thrissopterus catullii, un Arapaimidae
- Monopteros gigas, un ostéoglossiforme incertae sedis

#### Anotophysi
- Coelogaster leptostea, un Gonorynchiformes proche du poisson-lait actuel
- Chanoides macropoma, un Gonorynchiformes proche du poisson-lait actuel

#### Aulopiformes
- Holosteus esocinus, un lussion

#### Lampridiformes/Lampriformes
- Velifer sp., un Veliferidae
- Veronavelifer sorbinii, un Veliferidae
- Bajaichthys, un Bajaichthyidae
- « Pegasus » volans, un Lampridiformes incertae sedis

#### Ophidiiformes
- « Ophidium » voltianumvoltianum, un Ophidiidae

#### Lophiiformes
- Caruso brachysomus[11], une espèce de baudroies
- Sharfia mirabilis, un LophiidaePietsch & Carnevale, 2011
- Histionotophorus bassanii, un Brachionichthyidae
- Orrichthys longimanus, un Brachionichthyidae
- Eophryne barbutii, un Antennariidae
- Tarkus squirei[12], un poisson chauve-souris

#### Atheriniformes
- ? Atherina macrocephala, un Atherinidae
- Rhamphognathus paralepoides, un Rhamphognathidae
- Latellagnathus teruzzii, un Mesogasteridae
- Mesogaster sphyraenoides, un Mesogasteridae

#### Beloniformes
- Rhamphexocoetus volans, un poisson volant
- « Engraulis » evolans, un poisson volant
- Hemiramphus edwardsi, un Hemiramphidae

#### Beryciformes
- Berybolcensis leptacanthus, un poisson-soldat
- Eoholocentrum macrocephalum, un poisson-soldat
- Tenuicentrum lanceolatum, un poisson-soldat

#### Dactylopteriformes
- Pterygocephalus paradoxus, un petit Pterygocephalidae

#### Pleuronectiformes
- Amphistium paradoxum, un Amphistiidae, probable parent des soles
- Heteronectes chaneti, un Amphistiidae
- Eobothus minimus, un Pleuronectiformes incertae sedis, proche des soles

#### Tetraodontiformes
- Protacanthodes ombonii, un Triacanthidae
- Protacanthodes nimesensis, un Triacanthidae
- Spinacanthus cuneiformis, un Protobalistidae proche des poissons-coffres et des balistes
- Protobalistum imperiale, un Protobalistidae proche des poissons-coffres et des balistes
- Bolcabalistes varii, un Bolcabalistidae
- Proaracana dubia, un aracanidé
- Eolactoria sorbinii, un Ostraciidae, une sorte de poissons-coffres
- Eoplectus bloti, un Eoplectidae
- Zignoichthys oblongus, un Zignoichthyidae
- Eotetraodon pygmaeus, un Tetraodontidae
- Eotetraodon tavernei, un Tetraodontidae
- Prodiodon tenuispinus, un Diodontidae
- Prodiodon erinaceus, un Diodontidae
- Heptadiodon echinus, un Diodontidae
- Zignodon fornasieroae, un Diodontidae

#### Acanthomorphaincertae sedis
- Pietschellus aenigmaticus
- Xiphopterus falcatus
- Oncolepis isseli
- Protoaulopsis bolcensis
- ? Pasaichthys pleuronectiformis, un probable Monodactylidae (poisson-lune)
- ? Serranus occipitalis, un serranidé

### Poissons cartilagineux

#### Carcharhiniformes
- Eogaleus bolcensis, un requin (Carcharhinidae)[13]
- Alopiopsis plejodon, un requin (Carcharhinidae)
- Galeorhinus cuvieri[13], (ou Physogaleus cuvieri[14]), un requin (Triakidae, précédemment Carcharhinidae)[13]

#### Lamniformes
- Brachycarcharias lerichei, un requin (Odontaspididae)[13]

#### Orectolobiformes
- Mesiteia emiliae, un Hemiscylliidae

#### Rajiformes
Rhinobatus dezignoi, une espèce de raies
Rhinobatus primaevus, une espèce de raies 

#### Torpediniformes
- Titanonarke molini, une raie électrique

#### Myliobatiformes
- « Dasyatis » muricata, une raie
- « Dasyatis » dezignoi, une raie
- Promyliobatis gazolai, une raie de la famille des Myliobatidae
- « Urolophus » crassicaudatus, une raie de la famille des Urolophidae
- Platyrhina bolcensis, une raie de la famille des Platyrhinidae
- Platyrhina gigantea, une raie de la famille des Platyrhinidae
- Platyrhina egertoni, une raie de la famille des Platyrhinidae

### Crocodiles
- Crocodilus vicetinus
- Crocodilus Bolcensis

### Serpents
- Anomalophis bolcensis
- Archaeophis proavus, de la famille des Palaeophiidae.

### Crustacés
- Justitia desmaresti, une langouste
- Lysiosquilla antiqua, une crevette-mante
- Pseudosquilla lessinea, une crevette-mante

### Insectes
- Halobates ruffoi
- Bolcathemis nervosa, une libellule
- Bolcacordulia paradoxa, une libellule
- Bolcathore colorata, une demoiselle

### Arachnides
- Eoeuscorpius ceratoi, un scorpion

### Cnidaires
- Simplicibrachia bolcensis, une méduse

### Mollusques
- Aturia ziczac, un nautiloïde